# Zbór Kościoła Chrześcijan Baptystów "Maranatha" w Świnoujściu
Zbór Kościoła Chrześcijan Baptystów "Maranatha" w Świnoujściu – zbór Kościoła Chrześcijan Baptystów znajdujący się w Świnoujściu, przy ulicy Wojska Polskiego 94.
Nabożeństwa odbywają się w każdą niedzielę o godzinie 10.30 i środę o godzinie 18:00.